# Cristóbal Colón, de oficio... descubridor
Cristóbal Colón, de oficio... descubridor es una película cómica española en 1982 dirigida por Mariano Ozores, producida por José Frade y protagonizada por Andrés Pajares y Fiorella Faltoyano. Se trata de una interpretación cómica de los preparativos de Colón antes de realizar el descubrimiento de América, con una alusión al Renacimiento del siglo XV y a la política española de los años 80.

## Argumento
La película narra, en tono de comedia, las peripecias de Cristóbal Colón (Andrés Pajares) para conseguir que la reina Isabel la Católica (Fiorella Faltoyano) financie su viaje rumbo a Occidente para encontrar las Indias. Con constantes alusiones a la realidad política y social de la España del momento, así como anacronismos cómicos como el rey Boabdil regentando un casino.

## Reparto
- Andrés Pajares como Cristóbal Colón.
- Fiorella Faltoyano como Isabel la Católica.
- María Kosty como Felipa Moniz, la mujer de Colón.
- Rafaela Aparicio como Aixa, la madre de Boabdil.
- Ángel de Andrés como fray Juan Pérez.
- Quique Camoiras como Tomás de Torquemada.
- José Carabias como Boabdil el Chico.
- Alberto Fernández como Juan de la Cosa.
- Antonio Gamero como fray Marcelino Camacho de Carabanchel
- Antonio Garisa como Domingo Colón, el padre de Colón.
- Manuel Gómez Bur como el cardenal Cisneros.
- Alfredo Mayo como fray Diego de Deza.
- Juanito Navarro como Fetuchino.
- Juan Carlos Naya como el Gran Capitán.
- Adrián Ortega como un cardenal.
- Antonio Ozores como Juan II de Portugal.
- Alfonso del Real como fray Clementino.
- Emiliano Redondo como Toscanelli.
- Pedro Valentín como Bartolomé Colón.
- Valentín Paredes.
- Luis Varela como Fernando el Católico.
- Zori como Martín Alonso Pinzón.
- Fernando Santos como Vicente Yáñez Pinzón.
- Beatriz Elorrieta.
- Luis Lorenzo como un prisionero encadenado.
- José Jaime Espinosa.
- Blaky como Astolfo.
- Adriana Ozores como Azofaifa.
- José Riesgo.
- María Isbert como la bruja.

## Canciones
El film cuenta con varios números musicales, el más recordado es el que protagoniza en una taberna de la época el dúo cómico Zori y Santos en el papel de los Hermanos Pinzón.

Los hermanos Pinzones
eran unos marineros
que se fueron con Colón
que era otro marinero

Y los indios motilones
les cortaron los caminos
y una india muy maja
a Colón le hizo una pipa

Y se fueron a Calcuta
A contratar a una india
Despacharon a Sorolla
Con la punta de la espada

A Colon como era un chulo
Le dieron por muerto
A la indias las atamos
Y despues nos las piramos

## Recepción
A pesar de sus malas críticas la película logró atraer a un millón y medio de espectadores al cine, dando el pie a la producción de películas similares como Juana la loca... de vez en cuando o El Cid Cabreador.